# Португалія на зимових Олімпійських іграх 2010
Португалія на зимових Олімпійських іграх 2010 року, які проходили в канадському місті Ванкувер, була представлена одним спортсменом в одному виді спорту: лижні перегони. Прапороносцем на церемонії відкриття Олімпійських ігор був єдиний представник країни лижник Данні Сільва.
Португалія вшосте взяла участь в зимових Олімпійських іграх. Країна не здобула жодної медалі.

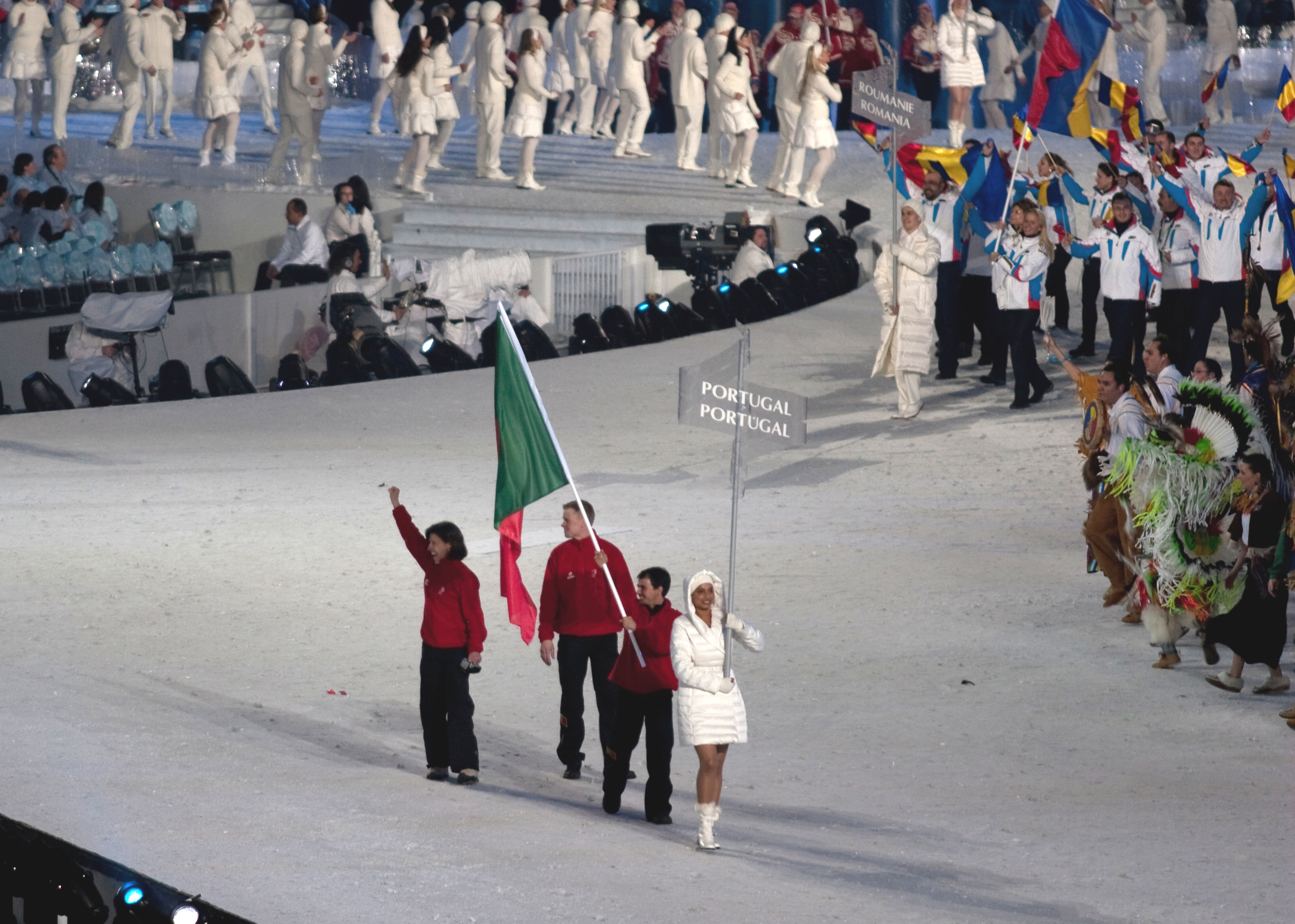
Збірна Португалії під час Параду націй на церемонії відкриття Олімпіади

## Учасники
За видом спорту та статтю
| Вид спорту     | Чоловіки | Жінки | Разом |
| -------------- | -------- | ----- | ----- |
| Лижні перегони | 1        | 0     | 1     |
| Разом          | 1        | 0     | 1     |

## Лижні перегони
| Спортсмен    | Дисципліна                     | Фінал   | Фінал |
| Спортсмен    | Дисципліна                     | Разом   | Місце |
| ------------ | ------------------------------ | ------- | ----- |
| Данні Сільва | 15 км, вільний стиль, чоловіки | 49:31.4 | 95    |